# 가타카이정 (지바현)
가타카이정(片貝町)은 일본 지바현 산부군에 일찍이 존재했던 정이다. 현재의 구주쿠리정 중부에 해당한다.

## 역사
- 1889년 4월 1일 - 정촌제 시행에 의해 야마베군 가타카이촌이 성립하였다.
- 1897년 4월 1일 - 야마베군이 군 통합에 의해 산부군이 되었다.
- 1926년 4월 10일 - 정으로 승격해 가타카이정이 되었다.
- 1955년 3월 31일 - 도요우미정, 나루하마촌의 일부와 합병해 구주쿠리정이 되었다.

## 교통

### 철도
- 구주쿠리 철도 (합병후 1961년에 폐지)
  - 구주쿠리 철도선

## 참고문헌
- 角川日本地名大辞典編纂委員会 『角川日本地名大辞典 12 千葉県』 角川書店、1991年、ISBN 4-04-001120-1